# The Woodlands
The Woodlands ist eine Gemeinde und census-designated place im US-amerikanischen Bundesstaat Texas. Die Gemeinde liegt etwa 45 Kilometer nördlich von Houston und ist eine principal city der Metropolregion Greater Houston. Das U.S. Census Bureau hat bei der Volkszählung 2020 eine Einwohnerzahl von 114.436 ermittelt. 

## Geschichte
The Woodlands wurde 1974 vom Öl-Unternehmer George P. Mitchell gegründet. Die Verwaltung erfolgte durch die The Woodlands Corporation, die Mitchells Firma Mitchell Energy & Development unterstellt war. Zusammen mit dem Landschaftsarchitekten Ian McHarg entwickelte Mitchell einen Masterplan, der neben der Schaffung von Wohnraum in verschiedenen Ausstattungsstandards den Schutz der Natur, den Erhalt von Bäumen und einen Schutz vor Überflutung in den Mittelpunkt stellte. Neben dem Wohnen sollten ein Konferenzzentrum, Einkaufszentren, Schulen, Hotels, Bürogebäude, Produktionsgebäude und Golfplätze entstehen.
Die Woodlands Corporation wurde am 31. Juli 1997 durch ein Joint Venture aus der Morgan Stanley Group und Crescent Real Estate Equities erworben. Im Dezember 2003 übernahm die Rouse Company die Anteile der Crescent Real Estate Equities an the Woodlands.
Ursprünglich plante Mitchell, dass The Woodlands Teil der Stadt Houston werden sollte. Gegen Mitte der 2000er formierte sich unter den Bewohnern eine Bewegung, die für The Woodlands den Status einer unabhängigen Stadt erreichen wollte. Da dieses Vorhaben die Zustimmung der Stadt Houston und des Staates Texas voraussetzte, wurden 2007 vom Senator Tommy Williams und dem Abgeordneten Robert Eissler in ihren jeweiligen Kammern Gesetzesentwürfe vorgelegt, die die Erweiterung des improvement district vorsahen und es der Gemeinde ermöglichten eine Umsatzsteuer zu erheben. Mit der Stadt Houston wurde eine Vereinbarung getroffen, die vorsieht The Woodlands aus der Gerichtsbarkeit der Stadt Houston zu entlassen und eine Stadtregierung einzurichten. Im Gegenzug wurde durch die Zahlung von 16 Mio. US-Dollar an die Stadt Houston ein Fonds gegründet, über den Houston frei verfügen kann. Eine ähnliche Vereinbarung wurde mit der Stadt Conroe getroffen. Ein Fonds, über den beide Parteien verfügen können, wurde durch Einzahlung von 320.000 $ durch The Woodlands gegründet. Im Gegenzug wird The Woodlands nicht in den Stadtverwaltungsbezirk Conroe eingegliedert.
Am 13. September 2008 wurde The Woodlands durch den Hurrikan Ike getroffen. Neben mehreren tausend umgestürzten Bäumen und Stromleitungen wurde der Cynthia Woods Mitchell Pavilion, eine kulturelle Veranstaltungsstätte nahe dem Lake Woodlands stark beschädigt.

## Geographie
The Woodlands liegt in Montgomery und Harris County in hügeligem, bewaldetem Land. Das Klima ist subtropisch.

## Religion
In The Woodlands bestehen zwei katholische Pfarreien: Sts. Simon and Jude (benannt nach den Heiligen Simon und Judas) und St. Anthony of Padua (benannt nach St. Antonius von Padua). Beide gehören zum Erzbistum Galveston-Houston.

## Wirtschaft
Bis zum Jahr 2000 wurden zahlreiche Büroflächen errichtet. Ein Drittel der sich im Bau befindlichen 450.000 m² Büroflächen im Großraum Houston befand sich in The Woodlands.
Das Ölunternehmen Anadarko Petroleum hat seinen Sitz in The Woodlands. Dieser befindet sich in einem 32-stöckigen Bürohochhaus, das zur Zeit seiner Errichtung 2000 das größte Büroprojekt in The Woodlands war. Das Chemieunternehmen Chevron Phillips, ein Joint Venture von Chevron und ConocoPhillips, hat ebenfalls seinen Hauptsitz in The Woodlands.
Im Jahr 2011 kündigte das Ölunternehmen ExxonMobil an, sich in The Woodlands anzusiedeln. Auf einem 156 ha großen Grundstück sollen bis 2015 über 8.000 Mitarbeiter beschäftigt werden.
Neben zahlreichen Unternehmen der Ölindustrie unterhalten viele national und weltweit tätige Unternehmen Büros in The Woodlands, zum Beispiel die niederländische Chicago Bridge & Iron Company oder der Personaldienstleister Hewitt Associates. Eine Forschungsabteilung der dänischen Reederei Mærsk Sealand befindet sich auf 9.000 m² Bürofläche in the Woodlands.

## Söhne und Töchter der Stadt
- Danny Amendola (* 1985), American-Football-Spieler
- Kirby Bliss Blanton (* 1990), Schauspielerin u. a. Project X (2012)
- Win Butler (* 1980), Frontmann der Indie-Rock-Band Arcade Fire
- William Butler (* 1982), Mitglied der Indie-Rock-Band Arcade Fire
- Garrett Gerloff, (* 1995) Motorradrennfahrer
- Jack Ingram (* 1970), Country-Sänger
- Adrian Piperi (* 1999), Kugelstoßer
- Teagan Presley (* 1985), Pornostar
- Laura Wilkinson (* 1977), Turmspringerin und Goldmedaillengewinnerin bei den Olympischen Spielen 2000
- Jacob Wooten (* 1997), Stabhochspringer
- Hayes Carll (* 1976), texanischer Country-Sänger und Singer-Songwriter